# Лоди Векио
Ло̀ди Вѐкио (на италиански: Lodi Vecchio, на западноломбардски: Lod Veg, Лод Ведж) е градче и община в Северна Италия, провинция Лоди, регион Ломбардия. Разположен е на 82 m надморска височина. Населението на общината е 7526 души (към 2015 г.).